# Zyginopsis evansi
Zyginopsis evansi är en insektsart som först beskrevs av Ross 1965.  Zyginopsis evansi ingår i släktet Zyginopsis och familjen dvärgstritar. Inga underarter finns listade i Catalogue of Life.